# Сан Бернардино (Торино)
Сан Бернардино је насеље у Италији у округу Торино, региону Пијемонт.
Према процени из 2011. у насељу је живело 736 становника. Насеље се налази на надморској висини од 411 м.